# Адамс, Мод (актриса Швеции)
Мод Адамс (при рождении Мод Сольвейг Кристина Викстрём; род. 12 февраля 1945 года, Лулео, Швеция) — шведская актриса. Известна тем, что дважды играла роль девушки Джеймса Бонда — в фильмах «Человек с золотым пистолетом» (1974) и «Осьминожка» (1983). Появлялась также в эпизодах фильма «Вид на убийство».

## Биография

### Начало
Родилась 12 февраля 1945 года в семье Густава и Тиры Викстрём. Мать была налоговым инспектором, отец — финансовым ревизором. В 1963 году её фотография была послана на конкурс красоты, проводимый журналом «Аллерс». Адамс выиграла этот конкурс и начала карьеру модели.

### Карьера
Адамс начала работать на модельное агентство «Форд», переехала в Париж, а затем в Нью-Йорк. На тот момент она была самой высокооплачиваемой и востребованной моделью мира. Карьера киноактрисы началась для неё в 1970 году с фильма «Парни в банде», где она сыграла фотомодель. Кроме бондианы она участвовала в съёмках ещё многих теле- и кинофильмов — «Роллербол», «Джейн и Затерянный город», «Сила страсти», «Таинственная смерть Нины Шеро» и др.

### Личная жизнь
В 1966 году вышла замуж за фотографа Роя Адамса, в 1975 брак распался. 23 мая 1999 года вышла замуж вторично, за судью Чарльза Рубина. Детей нет. Владеет калифорнийской косметической компанией «Scandinavian Biocosmetics, LLC». Полиглот — говорит на шведском, английском, немецком, французском и итальянском языках.

## Фильмография
- 1974 — Человек с золотым пистолетом / The Man with the Golden Gun
- 1975 — Роллербол / Rollerball
- 1976 — Вооружённая рука Генуи[англ.] / Genova a mano armata / Merciless Man
- 1979 — Лора / Laura
- 1981 — Татуировка / Tattoo
- 1983 — Осьминожка / Octopussy
- 1983—1984 — Эмералд-Пойнт / Emerald Point N.A.S.
- 1985 — Вид на убийство / A View to a Kill
- 1987 — Джейн и Затерянный город / Jane and the Lost City
- 1988 — Смертельный замысел / Deadly Intent
- 1988 — Таинственная смерть Нины Шеро / La mort mystérieuse de Nina Chéreau
- 1989 — Убийственный рефлекс / The Kill Reflex
- 1989 — Сила страсти / Intimate Power или The Favorite
- 1990 — Посвящение: Тихая ночь, смертельная ночь 4 / Silent Night, Deadly Night 4: Initiation